# Мартин, Диармайд
Диармайд Мартин (англ. Diarmuid Martin; род. 8 апреля 1945, Дублин, Ирландия) — ирландский прелат, куриальный сановник и ватиканский дипломат. Секретарь Папского Совета справедливости и мира с 1994 по 17 января 2001. Титулярный епископ Глендалоха с 5 декабря 1998 по 17 января 2001. Титулярный архиепископ Глендалоха с 17 января 2001 по 26 апреля 2004. Постоянный наблюдатель Святого Престола при отделении ООН и специализированных учреждений ООН в Женеве с 17 января 2001 по 3 мая 2003. Коадъютор архиепископа Дублина 3 мая 2003 по 26 апреля 2004. Архиепископ Дублина и примас Ирландии с 26 апреля 2004 по 29 декабря 2020.